# Guido di Thiers
Tebaldo Guy in francese, Guiu in catalano e Wido in latino (verso la metà dell'XI secolo – Palestina, 1113 circa) Conte di Chalon, dal 1080 al 1113.

## Origine
Secondo la Histoire des ducs de Bourbon et des comtes de Forez, Volume 1, Guido era figlio del signore di Thiers, Guglielmo e di Adelaide di Chalon, che, secondo il Cartulaire du prieuré de Paray-le-Monial, ordre de Saint-Benoît, Adelaide era la figlia femmina primogenita del Conte di Chalon, Tebaldo di Semur e della moglie, Ermetrude, di cui non si conoscono gli ascendenti.

 Guglielmo di Thiers, secondo la Histoire généalogique de la maison d'Auvergne, Tome 1, era discendente dei signori di Thiers, discendenti dal Casato di Clermont-Auvergne.

## Biografia
Secondo la Histoire de Chalon-sur-Saône, suo zio, il conte di Chalon, Ugo II morì nel 1075, e fu sepolto nel prieuré de Paray-le-Monial, ordre de Saint-Benoît, mentre secondo altre fonti Ugo II, nel 1078, si recò nella penisola iberica, al seguito del duca di Borgogna, Ugo I, per combattere i Mori, dove, nell'anno successivo, morì.
Dato che Ugo II era morto senza lasciare discendenza, la contea fu richiesta da diversi pretendenti, ed in attesa di una decisione, nel 1078 la reggenza fu assunta dalla sorella di Ugo II, la madre di Guido, Adelaide.

Nel 1080, la contea venne divisa tra due pretendenti: un nipote di Ugo II, il figlio di Adelaide, Guido di Thiers, e un cugino di Ugo II e di Adelaide, Goffredo di Donzy, che ebbero entrambi il titolo di conte di Chalon.

Secondo la Histoire de Chalon-sur-Saône, Guido e Goffredo trovarono un accordo e si spartirono la contea; anche la Gallia christiana, in provincias ecclesiasticas distributa; Volume 4 conferma che Guido governò la Contea di Chalon, dividendola con Goffredo di Donzy.
Anche una donazione fatta in quel periodo da Adelaide di Chalon (Domna comitissa Adheleidis Teudbaldi comitis filia) al monastero di Paray-le-Monial, come conferma il Cartulaire du prieuré de Paray-le-Monial, ordre de Saint-Benoît, fu autorizzata sia da Guido (domnus Wido de Tier filius eius) che da Goffredo (domnus Gaufredus Donzi).
Nel 1093, Guido e la moglie (Wido comes, cum uxore mea) fecero una donazione alla chiesa di Saint-Marcel-lès-Chalon, assieme a Goffredo (Gaufredus comes), come da documento nº 96 del Cartulaire du prieuré de Saint-Marcel-lès-Chalon.
Secondo la Histoire de Chalon-sur-Saône, Guido e Goffredo, in quegli anni, fecero altre donazione al monastero di Cluny e ad altri monasteri.
Nel 1096, Goffredo, dopo aver venduto la sua parte di contea al proprio zio, Savaric di Vergy, partì, al seguito di Goffredo di Buglione per la prima crociata.
Verso il 1113, anche Guido parti per la terra santa, dove morì, coprendosi di gloria.

A Guido, nella sua porzione di contea, succedette il figlio Guglielmo, come Guglielmo I

## Matrimonio e discendenza
Guido aveva preso moglie, come ci viene confermato dal documento nº 96 del Cartulaire du prieuré de Saint-Marcel-lès-Chalon, di cui non conosciamo né il nome né gli ascendenti.

Guido dalla moglie aveva avuto due figli:
- Guglielmo, Conte di Chalon, come ci conferma L'illustre Orbandale, ou L'histoire ancienne et moderne de la ville et cité de Chalon-sur-Saône. Tome 2[14]
- Guido, signore di Montpensier, che ebbe una figlia di nome Agnese che sposò Raimondo di Borgogna (1125 - 1156), conte di Grignon, figlio del duca di Borgogna, Ugo II, e di Matilde di Mayenne, come conferma la Histoire généalogique des ducs de Bourgogne de la maison de France[15]

### Fonti primarie
- (LA)  Recueil des Chartes de Cluny, tomus 4.
- (LA)  Cartulaire du prieuré de Saint-Marcel-lès-Chalon.
- (LA)  Cartulaire du prieuré de Paray-le-Monial, ordre de Saint-Benoît.
- (LA)  Histoire généalogique de la maison d'Auvergne, Tome 1.
- (LA)  Gallia christiana, in provincias ecclesiasticas distributa; Volume 4
- (LA)  L'illustre Orbandale, ou L'histoire ancienne et moderne de la ville et cité de Chalon-sur-Saône. Tome 2
- (FR)  Histoire des ducs de Bourbon et des comtes de Forez, Volume 1.
- (FR)  Histoire généalogique des ducs de Bourgogne de la maison de France.

### Letteratura storiografica
- René Poupardin, I regni carolingi (840-918), in «Storia del mondo medievale», vol. II, 1979, pp. 583–635
- Louis Halphen, Il regno di Borgogna, in «Storia del mondo medievale», vol. II, 1979, pp. 807–821
- (FR)  Histoire de Chalon-sur-Saône.
- (FR)  Histoire de Chalon-sur-Saône du VIIIème au XIIIème.
- (FR)  André Duchesne, Histoire généalogique de la maison de Vergy.